# TuSpo Surheide
Der TuSpo Surheide  (offiziell Turn- und Sportverein Surheide von 1952 e. V.) ist ein Sportverein aus dem Stadtteil Surheide der Stadt Bremerhaven. Der Verein wurde am 6. November 1952 gegründet und besitzt unter anderem Sparten für Fußball, Turnen, Handball, Tennis sowie Tischtennis.

## Fußballabteilung
Die Herren-Fußballmannschaft des TuSpo Surheide spielte in den beiden Spielzeiten 1985/86 und 1986/87 in der damals viertklassigen Verbandsliga Bremen.
Von 2003 bis 2011 spielte der Verein in der siebtklassigen Bezirksliga Bremen und anschließend von 2011 bis 2017 in der sechstklassigen Landesliga Bremen. Von 2017 bis 2020 folgten drei weitere Spielzeiten in der Bezirksliga, bevor der Verein zur Spielzeit 2020/21 wieder in die Landesliga aufstieg. Zur Spielzeit 2022/23 gelang erstmals der Aufstieg in die fünftklassige Bremen-Liga. Am Ende der Saison belegte der Verein den 15. Tabellenplatz und stieg damit wieder in die Bremer Landesliga ab.